# Katerina von Bennigsen
Katerina von Bennigsen (* in Minsk) ist eine deutsche Opernsängerin in der Stimmlage Sopran.

## Leben und Wirken
Die Künstlerin ist in Hamburg aufgewachsen und war schon während ihrer Schulzeit Jungstudentin in Gesang und Klavier an der Musikhochschule Lübeck. Nach dem Abitur wechselte sie an die Hochschule für Musik und Theater Hamburg. Dort waren ihre Gesangslehrer Burkhard Kehring und Hanna Schwarz. Meisterkurse belegte sie u. a. bei Montserrat Caballé, Helen Donath, sowie Edda Moser.
Katerina von Bennigsen war Young Artist Stipendiatin des Rotary Clubs Kieler Förder und erhielt außerdem Stipendien der Yehudi Menuhin Stiftung „Live Music Now“. Schon während des Studiums brillierte sie in diversen Opernproduktionen, wie bspw.an der Staatsoper Hamburg als BUBIKOPF im Kaiser von Atlantis, als EDELDAME in Rameaux' Les Indes Galantes sowie an der Kammeroper Hamburg als KÖNIGIN DER NACHT.
Von 2014 bis 2016 war sie festes Ensemblemitglied am Staatstheater Cottbus. Dort sang sie folgende Partien: ÄNNCHEN, BLONDE, KÖNIGIN DER NACHT, FRASQUITA, OTTILIE in Wie einst im Mai, PRINZESSIN in Sechse kommen durch die Welt, FÜNFTE MAGD in Elektra sowie TEBALDO und UNA VOCE DAL CIELO in Don Carlos. In der Saison 2016/17 gastierte Katerina von Bennigsen am Staatstheater am Gärtnerplatz als LUISE in der Uraufführung von Johanna Doderers Oper Liliomf und als FRAU ANDERSSEN in Das Lächeln einer Sommernacht. Außerdem verkörperte sie in der Laeiszhalle in Hamburg die Titelpartie in der konzertanten Opernaufführung PINOCCHIO von Gloria Bruni. Im März 2017 sang sie die ADELE in Die Fledermaus und OTTILIE in Im Weissen Rössl an der Staatsoperette Dresden. In der Saison 2017/18 gastierte die Sopranistin am Theater Kiel als JEMMY in Guillaume Tell und als FIAKERMILLI in Arabella. Im Sommer 2018 gastierte sie bei den Seefestspiele Mörbisch als LISA in Kálmáns Gräfin Mariza und 2019 als Mi in Lehárs Land des Lächelns.
Zurzeit ist sie Ensemblemitglied an der Staatsoper Dresden.

## Preise
Katerina von Bennigsen ist Preisträgerin und Finalistin zahlreicher internationaler Gesangswettbewerbe wie u. a. des internationalen Gesangswettbewerbs „Junge Stimmen“ in Tallinn (1. Preis, Beste Interpretation), „Bundeswettbewerb“ in Berlin, „Ferruccio Tagliavini“ in Deutschlandsberg, „Mario Lanza“ in Filignano(Sonderpreis), „Alfredo Giacomotti“ in Stradella und „Benvenuto Franci“ in Pienza.